# Antzuola
Antzuola is een gemeente in de Spaanse provincie Gipuzkoa in de regio Baskenland met een oppervlakte van 28 km². Antzuola telt 2.176 inwoners (1 januari 2016).